# 吴海流
吴海流，济阴郡（今山东省菏泽市曹县西北）人，隋朝末年民变领袖。
杨玄感之乱刚刚平定后，隋炀帝大业九年九月初八己卯（613年9月27日），济阴人吴海流、东海郡人彭孝才一起举兵反隋，聚众数万。吴海流后事不详，彭孝才于次年在彭城郡被留守董纯杀死。